# Сто тисяч доларів на сонці

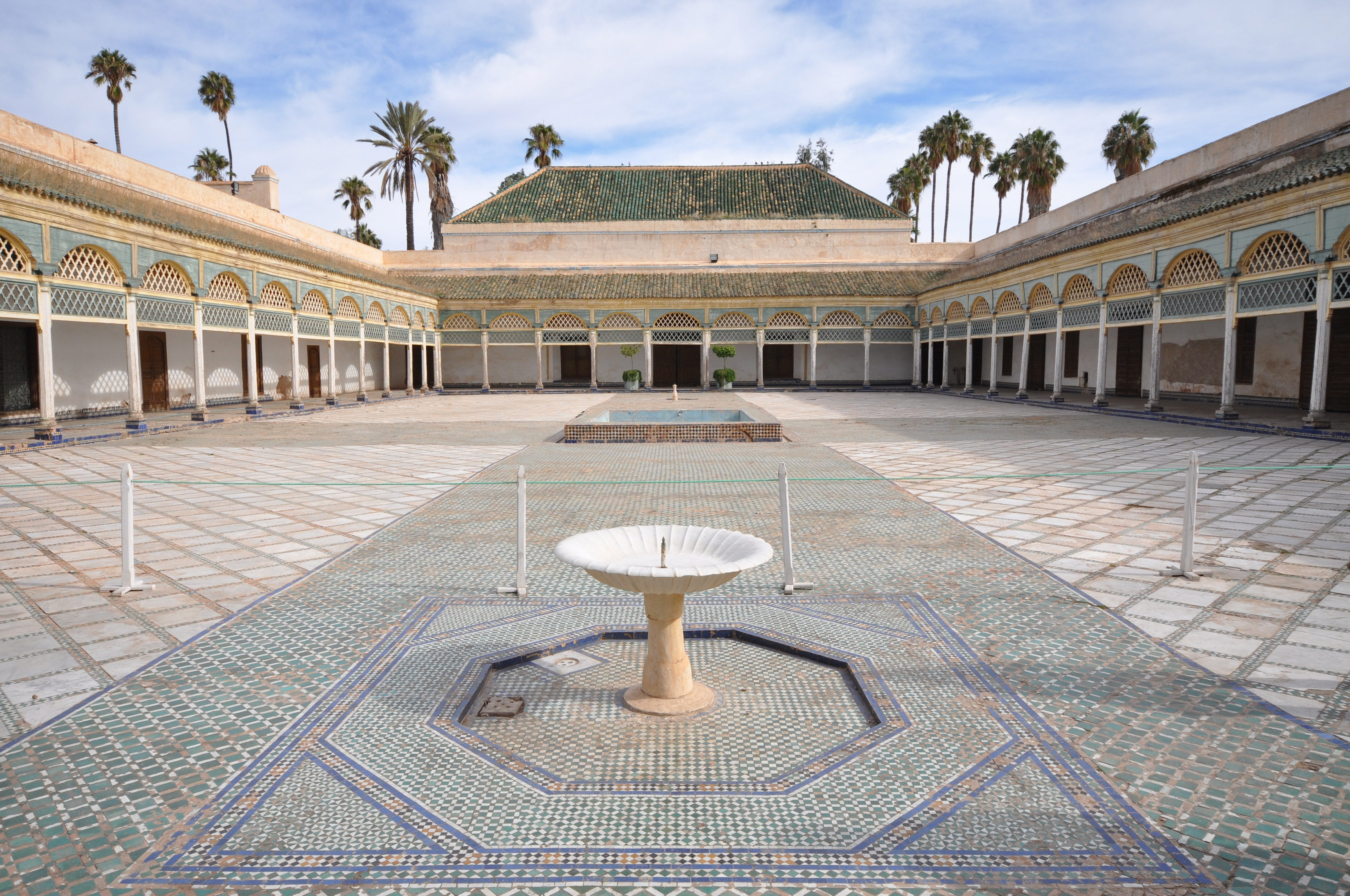
Подвір'я палацу Бегія в Марракеші, де проходили зйомки фільму

«Сто тисяч доларів на сонці» (фр. Cent mille dollars au soleil, італ. 100.000 dollari al sole) — франко-італійський фільм режисера Анрі Вернея, що вийшов на екрани в 1964 році, екранізація роману Клод Вейо «Ми не поїдемо до Нігерії».

## Сюжет
У невеликому містечку на півночі Африки в компанії вантажоперевезень «Татко Кастільяно» троє нерозлучних водіїв, Рокко (Жан-Поль Бельмондо), Марек (Ліно Вентура) та Мітч-Мітч (Бернар Бліє), працюють під керівництвом боса на прізвисько «Буряк» (Герт Фребе), який не гребує і контрабандою. Коли на базу прибув новий трейлер, бос «Буряк» наймає людину з підробленими документами та сумнівною репутацією — Джона Штайнера (Реджинальд Кернан), оскільки в новій машині знаходиться контрабандний вантаж, який необхідно перевезти по небезпечних дорогах Сахари. Напередодні від'їзду Рокко довідується, що в новій машині знаходиться контрабандний вантаж на суму сто тисяч доларів і він вирішує викрасти автомобіль …

## Ролі виконують
- Жан-Поль Бельмондо — Рокко, водій вантажівки Берліє TLM 10 M 2
- Ліно Вентура — Ерве Марек, водій вантажівки Берліє GBC 8 6x6 Gazelle
- Бернар Бліє — Міч-Міч, водій вантажівки Берліє TBO 15 6х4 HC Turbo
- Герт Фребе — татко Кастильяно, «Буряк»
- Реджинальд Кернан[fr] — Пітер Фрохт, «Джон Штайнер»
- Андреа Паризі[fr] — Пепа, молода жінка, яка подорожує з Рокко
- Анн-Марі Коффіне — Анджела
- Дуду Бабе — Кенуш, офіціант в ресторані
- П'єр Міра — Халібі
- Анрі Ламбер — Робер, клієнт Зезе
- П'єр Колле — працівник фірми Кастільяно
- Крістіан Брокар — механік
- Поль Боніфас — професор Маньяр
- Жакі Бланшо — клієнт ресторану
- Луї Бужетт — Орландо, бармен в бістро
- Марсель Берньє — Марсель
- Марсель Полікар — водій

## Знімальна група
- Режисер — Анрі Верней
- Сценаристи — Мішель Одіар, Марсель Жюлліан, Анрі Верней
- Оператор — Марсель Гріньон
- Композитор — Жорж Дельрю
- Художник — Робер Клавель
- Продюсери — Ірене Леріш, Ален Пуаре, Робер Сюссфельд

## Навколо фільму
- Мішель Одіар пропонував Анрі Вернею назвати фільм «60 000 доларів на сонці», але Анрі Верней збільшив суму до «100 000 доларів на сонці».
- За словами Анрі Вернея, він хотів створити свій фільм як справжній вестерн. У ньому немає ковбоїв, але всередині двигунів вантажних автомобілів є тисячі кінських сил, і ці вантажівки тоді виглядали як справжні зірки.
- Фінальна сцена фільму була знята на великому подвір'ї палацу Бегія[fr] в Марракеші.
- Фільм зайняв 7-ме місце серед найприбутковіших фільмів 1964 року у Франції, його побачили майже 3,5 мільйони глядачів.

## Нагороди
- 1964 — Фільм зайняв почесні місця серед кінострічок року:
  - 3-тє місце серед кращих кінобойовиків;
  - 5-те місце серед кращих пригодницький фільмів;
  - 15-те місце серед кращих кінокомедій;
  - 24-те місце серед кращих зарубіжних фільмів.